# 董小海
董小海（1932年11月—），湖北武汉人，中国人民解放军飞行员，曾任空18师副师长，714工程预备航天员。

## 生平
1932年11月，董小海出生于湖北武汉。曾就读于汉口扶轮中学。1951年，董小海加入中国人民解放军。1952年，董小海进入位于河北省涿州市的空军第六航空学校学习。1953年毕业后，到广州军区空军第18师54大队一中队任飞行员。
1958年7月15日，炮击金门开始。根据上级安排，林虎率空18师54大队于7月27日冒雨从广州转场进驻汕头机场，董小海随队。9月8日，解放军警戒雷达发现金门岛以东170公里有敌机8架，54大队起飞8架战机迎敌，团长王保钧驾驶的1号机和领航主任孙辉远驾驶的2号机担任长机，射击主任何尔玉的3号机、董小海驾驶的4号机、中队长高长吉的7号机等则为负责掩护长机的僚机。双方在汕头南澳岛北面遭遇后，54大队的编队方才发现敌机数量为18架，包括2架RF-84侦察机，16架F-86战斗机。2架长机在5号机掩护下发起攻击，王保钧驾驶的1号机被敌机咬尾击中，王保钧被迫跳伞。战后总结中，初次参战的董小海受到重点表扬。
1962年，董小海升任54大队一中队中队长。1965年4月3日，董小海驾驶“歼-6”在广西崇左上空的1.81万米高空击落一架台军的美制“火蜂”无人驾驶侦察飞机（编号B-23），期间经历两次失速，突破“歼-6”机型的极限高度。事后董小海被授予“智勇双全”一级战斗英雄，并受到毛泽东、周恩来的接见。一中队同时又击落一架美制台岛军机，被空军司令员刘亚楼评价为“左右开弓，旗开得胜”。1964年9月29日，董小海中队被空军党委授予“霹雳中队”。1965年5月3日，董小海中队被国防部授予“航空兵英雄中队”荣誉称号。中队受到党和国家领导人的接见，并受邀参加1965年10月1日国庆观礼。
1971年3月，董小海被选拔为曙光一号计划的航天员人选之一。其后，董小海历任空18师飞行大队长、飞行团长、空18师副师长，1987年在空18师党委巡视员的岗位退休。
退休后，居住在广州某干休所。2019年，董小海被授予“庆祝中华人民共和国成立70周年”纪念章。

## 相关
《人民周刊》自2022年起连续刊发罗援领衔主编的军史题材纪实文学作品《百面战旗红》，其中第82篇的《空中霹雳 蓝天快刀——<百面战旗红>之“霹雾中队”》讲述的便是董小海所在的空18师第54大队1中队的事迹。

## 备注
1. ↑  一说1950年入伍[2]